# Salmanassar II
Salmanassar II (accadico Šulmānu-ašarēdu, anche Salmānu-ašarēd, lett. "Šulmānu è il dio supremo"; ... – probabilmente 1019 a.C.) fu re di Assiria dal 1031 al 1019 a.C. Succedette a suo padre, Assurnasirpal I, e gli succedette il figlio, Assur-nirari IV.